# James Lance
James Frederick Grenville Lance es un actor inglés, mejor conocido por sus apariciones en varias series de comedia británicas y en la serie de comedia británico-estadounidense Ted Lasso, por la que fue nominado a un Premio Primetime Emmy al mejor actor invitado - Serie de comedia en 2022.

## Primeros años
Lance nació en Southampton y creció en Westbury-sub-Mendip, Somerset. Asistió a la Escuela de Teatro Sylvia Young.

## Carrera
Las apariciones de Lance en series de comedia incluyen Top Buzzer, I'm Alan Partridge, Absolute Power, Spaced, Absolutamente fabulosas, Smack the Pony, The Upper Hand, The Book Group, 2point4 Children, Rescue Me, Doc Martin, People Like Us, No Heroics., Toast of London, Saxondale y, más recientemente, como el personaje recurrente Trent Crimm, periodista deportivo de The Independent, en la serie Ted Lasso de Apple TV+.
Las apariciones en dramas han incluido Teachers, <i id="mwRA">Boy Meets Girl</i>, The Impressionists, Sensitive Skin, Marple, Being Human, Midsomer Murders, Moving Wallpaper, Black Mirror y The Canterville Ghost.
Lance también ha aparecido en las películas Late Night Shopping, The Search for John Gissing, Marie Antoinette, Bronson, Bel Ami y The Look of Love.
Lance prestó su voz a varios comerciales de televisión del Reino Unido para marcas como Maybelline, Wrigley's Extra y AA y Moneysupermarket.com.
Lance apareció en el escenario como Miles en los Estudios Trafalgar en mayo de 2009 en la obra de Marcus Markou Ordinary Dreams; or How to Survive a Meltdown with Flair. Interpretó a Eric Idle en el Festival de Edimburgo de 2009 en una obra llamada Pythonesque del escritor Roy Smiles.

## Vida personal
En 2016, Lance se casó con Kate Quilton. La pareja tiene un hijo, nacido en 2018.